# Anticleora proemia
Anticleora proemia là một loài bướm đêm trong họ Geometridae.